# Chapareillan
Chapareillan ist eine französische Gemeinde mit 3.049 Einwohnern (Stand: 1. Januar 2022) im Département Isère in der Region Auvergne-Rhône-Alpes; sie gehört zum Arrondissement Grenoble und zum Kanton Haut-Grésivaudan. Die Einwohner heißen Chapareillannais.

## Geografie
Chapareillan liegt westlich der Isère in der Landschaft Grésivaudan und zugleich im Weinbaugebiet Savoie. Umgeben wird Chapareillan von den Nachbargemeinden Porte-de-Savoie mit Les Marches im Norden und Nordosten, Laissaud im Osten, Pontcharra im Südosten, Barraux im Süden und Südosten, Sainte-Marie-du-Mont im Süden und Südwesten sowie Entremont-le-Vieux im Westen.
Durchquert wird die Gemeinde von der Autoroute A41 und der früheren Route nationale 90 (heutige D1090).

## Bevölkerungsentwicklung
| Jahr                       | 1962 | 1968 | 1975 | 1982 | 1990 | 1999 | 2006 | 2017 |
| -------------------------- | ---- | ---- | ---- | ---- | ---- | ---- | ---- | ---- |
| Einwohner                  | 1300 | 1302 | 1418 | 1682 | 1898 | 2147 | 2477 | 3010 |
| Quellen: Cassini und INSEE |      |      |      |      |      |      |      |      |

## Sehenswürdigkeiten
- Alte Kirche
- Kirche von Bellecombe

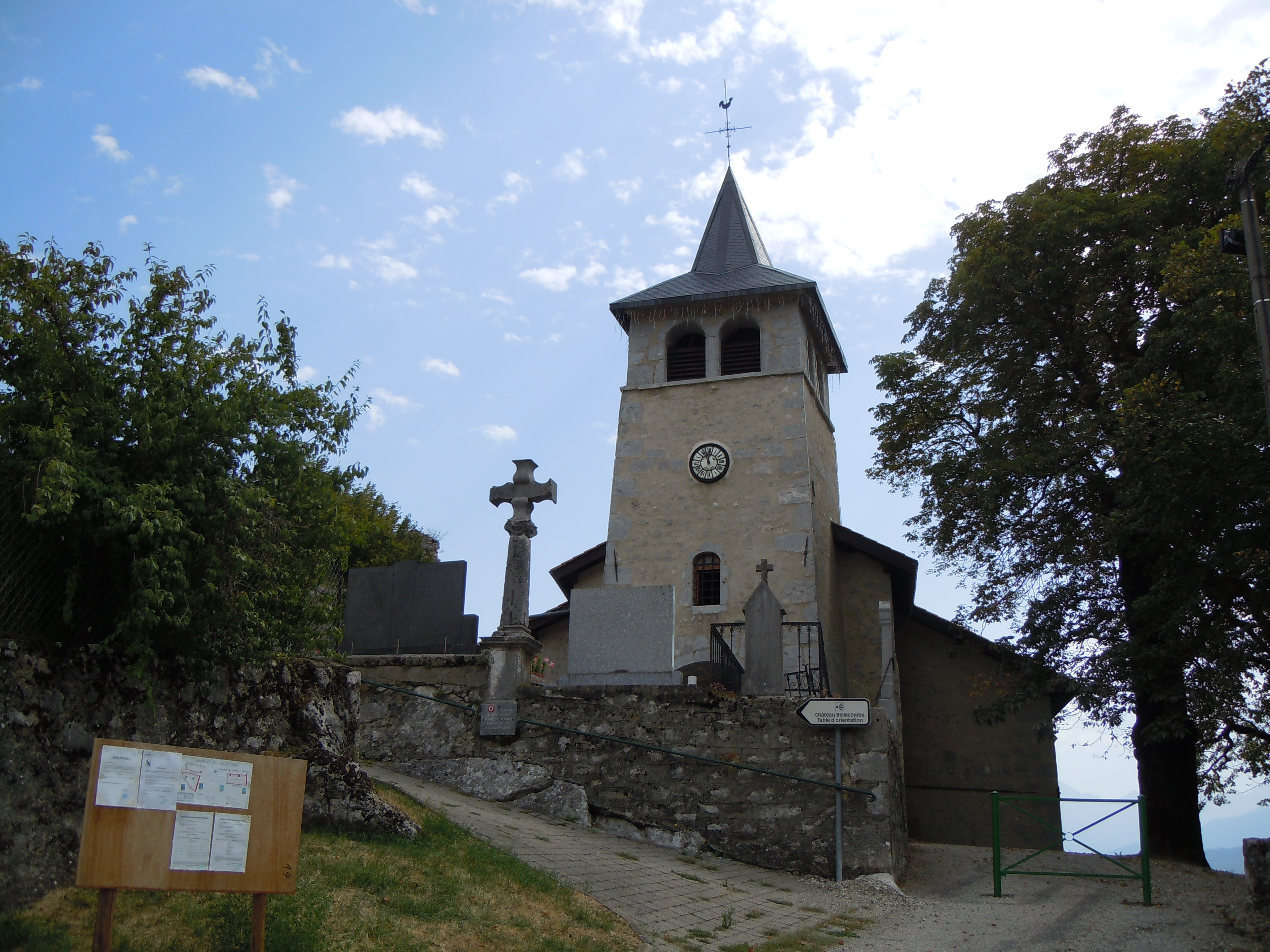
Kirche von Bellecombe

- Ruinen des Schlosses von Bellecombe
- Schloss Hauterive
- Schloss Pizançon
- Mittelalterlicher Ortskern